# Red de Bibliotecas Populares del Gran Valparaíso
La Red de Bibliotecas Populares del Gran Valparaíso, también conocida como La Red, es una organización sin fines de lucro que desde 2012 vincula a las bibliotecas populares de la Quinta Región de Valparaíso en Chile. Desde un enfoque social y territorial, se desempeña a favor de la democratización del acceso a la información y la educación popular. A la fecha, cuenta con más de 15 bibliotecas adscritas a lo largo de la región, brindando apoyo humano, técnico y material a las bibliotecas que la conforman.

## Historia
La Red se gestó a partir de reuniones de carácter informal celebradas entre vecinos que trabajaban en el levantamiento y reactivación de bibliotecas populares en sus barrios, y estudiantes voluntarios de Bibliotecología de la Universidad de Playa Ancha. En estos encuentros tempranos participaban las bibliotecas Guillermo López de Caleta Portales, Gütenberg de Cerro Cordillera, Ernesto Guevara de Agua Santa, Tremún, Gabriela Mistral y El Esfuerzo de Rodelillo,cuyo director Mauricio Torres Moyano, asumió como el primer presidente de La Red.
Debido a la dificultad para conseguir financiamiento de manera aislada, nació a iniciativa de mantener esta alianza. Fue así como las bibliotecas autogestionadas comenzaron a proyectarse como una organización conjunta, vinculando las diversas iniciativas comunitarias que emanaban de las mismas, facilitando la postulación a proyectos y contribuyendo a su visibilidad.
A partir de 2014 comenzaron a funcionar formalmente como organización al obtener la personalidad jurídica de Institución privada, trámite que les permitió  postular a proyectos para obtener financiamiento, siendo su representante legal Ghislaine Barría, presidenta de La Red.
Actualmente, cuentan con una web oficial, redes sociales oficiales, un catálogo en línea que permite navegar la colección de cada biblioteca adscrita y un archivo en línea.

## Bibliotecas destacadas

### Biblioteca Popular Guillermo López
Ubicada en Caleta Portales, esta biblioteca ofrece servicios desde 1980, siendo la integrante con más años de antigüedad. Fundada bajo el alero del Sindicato de Trabajadores independientes de Tierra N°1 por Guillermo López, quien trabajó como asesor del presidente Salvador Allende y luego del golpe militar como ayudante de Tierra en la caleta.
La biblioteca se encuentra emplazada en un contenedor. A pesar del reducido espacio, su colección cuenta con más de 5000 libros y es visitada principalmente por trabajadores de la caleta junto a sus familias, es por esto que desarrollan activamente actividades para niños y niñas.

### Biblioteca Popular El Esfuerzo de Rodelillo
Producto del incendio que durante 2013 afectó la zona, se realizaron una serie de trabajos voluntarios de reconstrucción, que también incluyó un taller dictado por la docente Ghislaine Barría González sobre Gestión de bibliotecas populares para que la comunidad pudiese levantar sus propios proyectos. 
Fue a raíz de esta instancia que en 2013 se creó la biblioteca al interior del Centro Comunitario de Rodelillo, bajo la dirección de Mauricio Torres Moyano (primer presidente de La Red). Su colección consta de aproximadamente 2500 libros distribuidos en dos salas: colección general y colección infantil.

### Biblioteca Popular Capitán Nemo
De especial interés para el ámbito musical, la iniciativa nació de la hija de su fundador, el músico Daniel Olivares, quien en 2015 entró en contacto con La Red y comenzó a gestarse así el proyecto. Ubicada en un amplio salón al interior del Centro Cultural El Surco en Achupallas, Viña del Mar, su colección se enfoca en temáticas artísticas, culturales y por sobre todo, musicales, ya que el centro orienta su labor principalmente a la promoción de la cultura musical y cuenta con salas de ensayo y grabación a disposición de la comunidad. 
El nombre "Capitán Nemo" fue dado por la hija de Olivares, haciendo alusión al personaje de Veinte mil leguas de viaje submarino. Daniel Olivares continua como encargado con la ayuda de su hija.

## Cobertura de La Red
Gran parte de las bibliotecas se concentran en Valparaíso, pero La Red abarca también la ciudad de Viña del Mar (sectores altos), Horcón (costa), Llay-Llay y San Felipe hacia el interior de la región.

## Relevancia cultural
La reactivación de las bibliotecas populares en La Red tiene como objetivo la reconstrucción del tejido social, mediante la participación y generación de actividades para diversos grupos, con énfasis en niños y adultos mayores. Estas bibliotecas se desarrollan en zonas generalmente aisladas, donde no llegan servicios bibliotecarios de ningún tipo y el acceso a la cultura es difícil, respondiendo a necesidades puntuales de la comunidad en donde se emplazan.
 

Las bibliotecas populares se han transformado en un herramienta de participación ciudadana en donde existe una relación horizontal entre los participantes, que a su vez, contribuye al fortalecimiento de la identidad de los territorios. Mediante la labor comunitaria, los pobladores se han empoderado, tanto quienes se desempeñan en la organización y gestión como aquellos vecinos que se benefician de los proyectos , son ciudadanos activos que influyen en decisiones que les afectan directamente, tales como la limpieza del barrio, prevención de incendios, pavimentación de veredas, etc. Ghislaine Barría indagó en 2018 en los procesos de participación ciudadana dentro de La Red:
Esto es lo que nos transmiten los vecinos: el sentimiento de apego al lugar en que viven, la facilidad con la que cuentan sus historias de vida, sus experiencias, las que están íntimamente ligadas con la historia del barrio en que viven, la importancia que le asignan a lo comunitario, a la colaboración entre pares y la forma de relacionarse que tienen con sus vecinos.
Una de las labores fundamentales de La Red es la educación popular, por lo mismo, organizan capacitaciones dirigidas a los pobladores y conversatorios en conjunto a diversos grupos con la finalidad de tocar temas de importancia social. Durante la pandemia de Covid-19, continuaron su labor activamente en línea, celebrando conversatorios y talleres de los cuales dejan un registro disponible ya sea en su página de Facebook o canal de YouTube. 
En 2016, participaron del Comité Ejecutivo Regional del Plan Nacional de la Lectura del Consejo Regional de la Cultura y las Artes para el periodo 2017-2022, marcado por la participación ciudadana a modo de reconocer las particularidades de los territorios y sus comunidades.

### Archivo Popular
La puesta en valor de la memoria colectiva ha sido un tema de especial relevancia para La Red, por lo mismo, en 2018 surgió la idea de crear un archivo en línea que rescatara las historias de los territorios, considerando el constante peligro de pérdida de material documental con valor histórico producto de los incendios que afectan a la región.    

Conocimiento, identidad y resistencia son algunos elementos que caracterizan a los archivos populares o comunitarios. Gutiérrez, Ortiz y Barría, en su trabajo sobre el Archivo Popular de Rodelillo, evidencian que para los pobladores:  
tener pruebas epistemológicas de la existencia de su comunidad adquirió un valor simbólico y afectivo por encima de lo que podríamos considerar como valor probatorio o informativo tradicional. 
Las primeras aproximaciones comenzaron con la realización de talleres de memoria colectiva y archivo, conservación de documentos, entre otros similares. Finalmente, el Archivo Popular de La Red fue levantado con el software libre Omeka y reúne variedad de documentos: fotografías, historias de vida, prensa, carteles, videos, entre otros.

### Revista Welukan
La revista Welukan es la publicación oficial de La Red. Su nombre significa "cambiar" en mapudungún y hace alusión a la transformación de la sociedad. Se encuentra activa desde 2016 y disponible de manera electrónica. La revista busca aportar desde las más variadas miradas y saberes para dar un mayor sentido social al trabajo que realizan colectivos, asociaciones y agrupaciones comunitarias en los diferentes territorios de la región. 
La Red está compuesta por voluntarios de diversos contextos, edades y profesiones, quienes no necesariamente se hallan asociados a una biblioteca adscrita y colaboran en conjunto con el equipo de estas.

## Lista de bibliotecas adscritas (activas)
| Guillermo López                                     | Caleta Portales     | 1980 |              |            |      |
| Irma Cid Parra                                      | Cerro Concepción    | 2021 |              |            |      |
| Wallmapu                                            | Cerro Mariposa Alto | 2016 |              |            |      |
| ExComi                                              | Cerro Barón         | 2021 |              |            |      |
| Géneros y feminismos                                | Cerro Larraín       | 2017 |              |            |      |
| Villa Berlín                                        | Cerro Placeres      | -    |              |            |      |
| Sara Braun                                          | Cerro Placeres      | 2009 |              |            |      |
| El Esfuerzo de Rodelillo                            | Cerro Rodelillo     | 2013 |              |            |      |
| Biblioteca y Escuela libre Campamento Violeta Parra | Cerro Yungay Alto   | 2014 |              |            |      |
| Comandante Joaquín (Mauricio Arenas Bejas)          | Cerro Yungay        | 2021 |              |            |      |
| El Maki                                             | Llay-Llay           | -    | Capitán Nemo | Achupallas | 2016 |
| Ofelia Vicuña                                       | San Felipe          | -    |              |            |      |
| Letras en la Arena                                  | Caleta Horcón       | 2019 |              |            |      |